# Parasakthi
Parasakthi (Tamilisch: பராசக்தி) ist ein tamilischer Film des Regieduos Krishnan-Panju aus dem Jahr 1952.

## Handlung
Die drei Brüder Chandrasekharan, Gnanasekharan und Gunasekharan sind in Rangun stationiert. Zur Hochzeit ihrer Schwester Kalyani wollen sie in ihren Heimatort Madurai zurückkehren, doch der einbrechende Zweite Weltkrieg stoppt das Vorhaben und bringt die Brüder auseinander.
Als Gunasekharan nach dem Krieg nach Hause kommt, wird er zunächst von einem Vamp ausgeraubt, findet er seinen Vater verstorben und seine Schwester Kalyani verwitwet mit einem Kind. Er entscheidet sich über seine Schwester zu wachen, ohne seine Identität preiszugeben. So tötet er einen Priester, der im Tempel der Parasakthi versucht, Kalyani zu vergewaltigen. Seine Freundin Vimala, die als politische Aktivistin Gunasekharan mit den Lehren Annadurais füttert, rettet bei einem Bootsausflug Kalyanis Kind, das diese aus Verzweiflung über die soziale Ausgrenzung zu ertränken versuchte.
Bei der Verhandlung wegen Kindestötung steht Kalyani vor ihrem Bruder Chandrasekharan, der Richter geworden ist. Als er ihre Lebensgeschichte hört, erkennt er sie als seine Schwester und erleidet einen Herzinfarkt. Gunasekharan, der wegen des Mordes an dem Priester angeklagt ist, verteidigt sich mit einer Brandrede.

## Hintergrund
Mit diesem Film hatte der Hauptdarsteller Sivaji Ganesan sein Filmdebüt in einem klassischen DMK-Film. Drehbuch und Dialoge schrieb der spätere Chief Minister Tamil Nadus M. Karunanidhi nach der Geschichte von M. S. Balasundaram. Die Liedtexte zu dem auch auf Schallplatte populären Soundtrack von R. Sudarshanam schrieben M. Karunanidhi, Subramaniya Bharati, Bharatidasan, K. N. Anualthango, K. P. Kamakshisundaram und Udumalai Narayana Kavi.
Das Filmmelodram gehört zu den ausgefeiltesten Geschichten des tamilischen Films, das das dravidische Erbe glorifiziert und mit dem erbärmlichen Zustand Tamil Nadus (Madras') kontrastiert. Getreu der Parteidoktrin hebt er traditionelle Verwandtschaftsbindungen über Kastendiskriminierung, Brahmanentum, Aberglaube und die Mechanismen des durch den Weltkrieg verursachten Schwarzmarkts. Insbesondere die anti-religiösen Haltungen des Films riefen Forderung nach Zensur wegen Hindufeindlichkeit hervor, doch bescherten dem Film auch Aufmerksamkeit und kommerziellen Erfolg. Ganesan wurde zum wichtigsten Übermittler der DMK-Ideologie und löste an dieser Position K. R. Ramaswamy ab, der mit Annadurais Velaikkari (1949) diesen Status hatte.